# Олбані (Орегон)
Олбані (англ. Albany) — місто (англ. city) в США, в округах Линн і Бентон штату Орегон. Населення — 56 472 особи (2020).

## Географія
Олбані розташоване за координатами 44°37′37″ пн. ш. 123°5′48″ зх. д. / 44.62694° пн. ш. 123.09667° зх. д. (44.626928, -123.096741).  За даними Бюро перепису населення США в 2010 році місто мало площу 45,97 км², з яких 45,42 км² — суходіл та 0,55 км² — водойми.

### Клімат
| Клімат : Олбані       | Клімат : Олбані | Клімат : Олбані | Клімат : Олбані | Клімат : Олбані | Клімат : Олбані | Клімат : Олбані | Клімат : Олбані | Клімат : Олбані | Клімат : Олбані | Клімат : Олбані | Клімат : Олбані | Клімат : Олбані | Клімат : Олбані |
| Показник              | Січ.            | Лют.            | Бер.            | Квіт.           | Трав.           | Черв.           | Лип.            | Серп.           | Вер.            | Жовт.           | Лист.           | Груд.           | Рік             |
| Середній максимум, °C | 7,9             | 11,4            | 13,6            | 15,7            | 20,2            | 23,2            | 27,0            | 27,1            | 24,3            | 18,2            | 11,9            | 8,1             | 17,4            |
| Середній мінімум, °C  | 0,9             | 1,3             | 1,9             | 3,2             | 5,9             | 9,2             | 10,3            | 10,4            | 8,3             | 5,0             | 3,7             | 1,4             | 5,1             |
| Норма опадів, мм      | 163             | 135             | 109             | 66              | 56              | 36              | 10              | 13              | 43              | 86              | 157             | 173             | 1044            |
| --------------------- | --------------- | --------------- | --------------- | --------------- | --------------- | --------------- | --------------- | --------------- | --------------- | --------------- | --------------- | --------------- | --------------- |
| Джерело: Weatherbase  |                 |                 |                 |                 |                 |                 |                 |                 |                 |                 |                 |                 |                 |

## Демографія
Згідно з переписом 2010 року, у місті мешкало 50 158 осіб у 19 705 домогосподарствах у складі 12 894 родин. Густота населення становила 1091 особа/км².  Було 20979 помешкань (456/км²).
Расовий склад населення:
| - 87,8 % — білих - 1,4 % — азіатів - 1,2 % — корінних американців - 0,7 % — чорних або афроамериканців - 0,2 % — вихідців з тихоокеанських островів - 5,2 % — осіб інших рас |

До двох чи більше рас належало 3,6 %. Частка іспаномовних становила 11,4 % від усіх жителів.
За віковим діапазоном населення розподілялося таким чином: 25,0 % — особи молодші 18 років, 61,9 % — особи у віці 18—64 років, 13,1 % — особи у віці 65 років та старші. Медіана віку мешканця становила 35,6 року. На 100 осіб жіночої статі у місті припадало 95,3 чоловіків;  на 100 жінок у віці від 18 років та старших — 92,7 чоловіків також старших 18 років.
Середній дохід на одне домашнє господарство  становив 57 066 доларів США (медіана — 47 150), а середній дохід на одну сім'ю — 64 404 долари (медіана — 56 174). Медіана доходів становила 44 991 долар для чоловіків та 34 810 доларів для жінок. За межею бідності перебувало 19,8 % осіб, у тому числі 29,6 % дітей у віці до 18 років та 5,3 % осіб у віці 65 років та старших.
Цивільне працевлаштоване населення становило 22 010 осіб. Основні галузі зайнятості: освіта, охорона здоров'я та соціальна допомога — 25,4 %, роздрібна торгівля — 13,7 %, виробництво — 13,1 %.